# Remedios (Chiriquí)
Remedios es un corregimiento y ciudad cabecera del distrito de Remedios en la provincia de Chiriquí, República de Panamá. La localidad tiene 908 habitantes (2010).

## Advocación de Nuestra Señora de los Remedios
El nombre del pueblo "Los Remedios" procede de una advocación mariana de la Madre de Dios, bajo su advocación Virgen de los Remedios. En tiempos de la conquista era un advocación popular en los reinos de Castilla y Granada, de donde procedían principalmente gran parte de los nuevos colonos.
Según la leyenda local, la imagen original era bañada en oro y para que no fuera zaqueada por los piratas y corsarios de esa época, fue escondida en un pozo brocal en el lugar de "La garita".
La imagen actual de Nuestra Señora de los Remedios data de unos 300 años, fue hecha por un artista español que al llegar al pueblo, notó que la iglesia carecía de la imagen de la "Patrona". Cuenta la leyenda que entonces pidió al pueblo que le llevaran una joven virgen para ser de modelo para la confección de la nueva imagen, pero asistieron tres jóvenes vírgenes como voluntarias para ser de modelos para la nueva imagen, dando como resultado la confección de tres imágenes en sus siguientes advocaciones: La Virgen de los Reyes, la Virgen del Carmen y Nuestra Señora del Rosario, de las cuales solo se conserva una imagen.
Después de que artista completara sus obras, el pueblo tenía tres imágenes y enfrentó la difícil decisión de cuál de las tres imágenes sacar en procesión. Finalmente, decidieron seleccionar la imagen que guardaba mayor semejanza con la fisonomía mestiza de la población, que era la imagen de la joven llamada "María de los Reyes", en honor a los Reyes Magos, Como resultado, la fiesta de la Virgen de los Remedios se celebra el 6 de enero de cada año.
Es importante destacar que la imagen hasta la actualidad que sacan en precesión durante las festividades no representa a Nuestra Señora de los Remedios. Este es un punto significativo, ya que algunas personas pueden confundirse y creer que la imagen procesionada es la de Nuestra Señora de los Remedios. Sin embargo, visitantes devotos de esta advocación de España han aclarado que esta imagen no corresponde a la de Nuestra Señora de los Remedios.
La imagen actual de la Virgen, la campana de bronce traída desde España es de 1682 y la pila bautismal es la única en el Istmo. En conjunto, son las reliquias religiosas más antiguas y cuidadas por el pueblo.